# The Greatest Hits World Tour
The Greatest Hits World Tour es la séptima gira de la cantante italiana Laura Pausini, con el fin de promocionar su nuevo álbum recopilatorio que fue lanzado el 12 de noviembre de 2013, titulado 20 - Grandes Éxitos. La gira comenzó en Pesaro el 5 de diciembre de 2013. Todos los conciertos realizados durante la primera etapa del tour en Italia agotaron sus localidades, logrando reunir a más de 100 000 personas. En la segunda etapa del tour, todos los conciertos realizados en Francia, Bélgica, España y Suiza logran también agotar sus entradas. Laura Pausini sigue su gira en Brasil con dos fechas agotadas en más de un mes, y en Argentina logra también agotar entradas con una semana de anticipación. Pausini se presentó en el Festival de Viña, en Chile, del 2014, siendo la estrella de la noche ya que logra tener una audiencia de 44 puntos y logra ser la noche más vista, superando también la noche de Ricky Martin qué obtuvo un promedio de 41 puntos. Pausini logró coronarse cómo la reina del festival llevándose todos los premios, las Antorchas y Gaviotas de Plata y de Oro.

## Lista de canciones
| Etapa 1: Europa y Brasil |
| --- |
| (Intro) 1. Se non te 2. Non ho mai smesso 3. Benvenuto 4. Con la musica alla radio 5. Primavera in anticipo (It Is My Song) 6. Invece no 7. Io canto 8. She (Uguale a lei) 9. Prendo te (1° Cambio de Ropa) 10. Resta in ascolto 11. Vivimi 12. Come se non fosse stato mai amore 13. Surrender 14. E ritorno da te' 15. Tra te e il mare 16. Un'emergenza d'amore 17. It's not Good-Bye 18. Incancellabile 19. Le cose che vivi / Tudo o que eu vivo (2° Cambio de Ropa) 20. Gente 21. Strani amori (bis 1) (3° Cambio de Ropa) (Interludio: Radio Medley) 22. Non c'è/Se fue (bis 2) (4° Cambio de Ropa) (Interludio: Frases célebres) 23. Dove resto solo io (5° Cambio de Ropa) 24. Limpido (6° Cambio de Ropa) 25. La solitudine |

| Etapa 2: España y América |
| --- |
| (Intro) 1. Sino a ti 2. Jamás abandoné 3. Bienvenido 4. Con la música en la radio 5. Primavera anticipada (It Is My Song) 6. En cambio no 7. Yo canto 8. She (Uguale a lei) 9. Prendo te (1° Cambio de Ropa) 10. Escucha atento 11. Víveme 12. Como si no nos hubiéramos amado 13. Surrender 14. Volveré junto a ti 15. Entre tú y mil mares 16. Emergencia de amor 17. It's not Good-Bye 18. Inolvidable 19. Las cosas que vives / Tudo o que eu vivo (2° Cambio de Ropa) 20. Gente 21. Amores extraños (bis 1) (Interludio: Medley Radio) (3° Cambio de Ropa) 22. Se fue (bis 2) (Interludio: Frases célebres) (4° Cambio de Ropa) 23. Donde quedo solo yo (5° Cambio de Ropa) 24. Limpio (Spanglish Version) (6° Cambio de Ropa) 25. La soledad |

| Festival de Viña del Mar, Chile |
| --- |
| 1. Limpio (1° Cambio de Ropa) 2. Entre tú y mil mares 3. Bienvenido 4. Primavera anticipada (It Is My Song) 5. En cambio no 6. Volveré junto a ti 7. Víveme 8. Quiero decirte que te amo 9. Las cosas que vives (2° Cambio de Ropa) 10. Escucha atento 11. Emergencia de amor 12. Como si no nos hubiéramos amado 13. Gente 14. Inolvidable 15. Amores extraños (3° Cambio de Ropa) 16. Se fue (bis) (4° Cambio de Ropa) 17. La soledad |

| Nueva York, Estados Unidos |
| --- |
| (Intro) 1. Se non te / Sino a ti 2. Jamás abandoné / Non ho mai smesso 3. Bienvenido / Benvenuto 4. Primavera in anticipo (It Is My Song) / Primavera anticipada 5. She (Uguale a lei) 6. Invece no / En cambio no / Agora nao 7. Vivimi / Víveme (con Biaggio Antonacci) (1° Cambio de Ropa) 8. Resta in ascolto / Escucha atento 9. Con la música en la radio / Con la musica alla radio 10. Come se non fosse stato mai amore / Como si no nos hubiéramos amado 11. Io canto / Je chante 12. Un'emergenza d'amore / Una emergencia de amor 13. Inesquecivel / Inolvidable / Incancellabile 14. Le cose che vivi / Tudo o que eu vivo (con Ivete Sangalo) (2° Cambio de Ropa) 15. Limpio / Limpido / Radiant (3° Cambio de Ropa) 16. Entre tú y mil mares / Tra te e il mare 17. In assenza di te(con Il Volo) 18. E ritorno da te / Volveré junto a ti 19. Surrender (3° Cambio de Ropa) 20. Gente 21. Te amaré(con Miguel Bosé) 22. Amores extraños / Strani amori (4° Cambio de Ropa) (Interludio: "Radio Medley") 23. Se fue (5° Cambio de Ropa) (Interludio: "Frases célebres") 24. Sonríe / Smile / Sorridi(con Gloria Estefan) 25. La solitudine / La soledad |

| Italia: Gira de Verano |
| --- |
| 1. Limpido (1° Cambio de Ropa) 2. Se non te 3. Non ho mai smesso 4. Benvenuto 5. Primavera in anticipo 6. Invece no 7. Io canto 8. Tra te e il mare 9. She (Uguale a lei) 10. Incancellabile 11. Prendo te (2° Cambio de Ropa) 12. Resta in ascolto 13. Con la musica alla radio 14. Come se non fosse stato mai amore 15. Surrender 16. E ritorno da te 17. Un'emergenza d'amore 18. It's not goodbye 19. Le cose che vivi (3° Cambio de Ropa) 20. Vivimi 21. Gente 22. Strani amori (4° Cambio de Ropa) 23. Se fue (5° Cambio de Ropa) 24. La solitudine |